# Металлург (футбольный клуб, Рустави)
«Металлург» — грузинский футбольный клуб из Рустави. Был сформирован в Тбилиси в 2002 году на базе команды молодёжной академии «Олимпи» в результате объединения с клубом «Мерани».
Прежние названия: «Мерани-Олимпи» (Тбилиси), ФК «Тбилиси», «Олимпи» (Рустави).

## История клуба

### «Олимпи» и объединение с «Мерани»
Предшественник команды «Металлург» — тбилисский клуб «Мерани-91», основанный в 1991 году. Победив в Восточной зоне Первой лиги в сезоне-1995/96, он в первом же своем сезоне в Высшей грузинской лиге занял 4-е место.
Это достижение так и осталось наивысшим успехом в истории клуба под названием «Мерани-91» (при этом команда «Мерани» в 1993 году была преобразована в другой клуб, а вторая команда «Мерани» — «Мерани-91» получила статус первой команды и впоследствии стала называться «Мерани»).
В ходе сезона-2002/03 из-за непростой финансовой ситуации и накопившихся у «Мерани-91» долгов было принято решение о реорганизации клуба. Руководство команды «Олимпи» Тбилиси (являвшейся молодёжной академией), намеревавшееся создать собственный футбольный клуб, выступило с инициативой оплатить долги «Мерани-91».
В результате руководителями «Олимпи» было фактически выкуплено место в Высшей лиге, и, таким образом, образовался новый клуб, получивший название «Мерани-Олимпи» (стал играть на тбилисском стадионе СКА), а команда «Мерани» перешла на региональный уровень.

### Новое название: ФК «Тбилиси»
С 2003 года команда стала выступать под названием ФК «Тбилиси». В первый же сезон клуб занял в Высшей лиге 4-е место. Это дало право выступить в Кубке УЕФА. В первом отборочном раунде был пройден азербайджанский «Шамкир», но во втором раунде команда уступила польской «Легии».
В сезоне-2004/05 клуб едва не завоевал серебряные медали. Перед заключительной игрой чемпионата основной соперник — кутаисское «Торпедо» — занимал 2-е место, опережая ФК «Тбилиси» на 1 очко.
Матч в Кутаиси проходил в накаленной обстановке, взрыв которой пришёлся на 85-ю минуту при счете 1:0 в пользу хозяев. Очередной спор футболистов на поле перерос в массовую драку, к которой присоединились болельщики.  Обеим командам было засчитано поражение, и столичный клуб остался на 3-м месте.
В 2005 году в Грузии вступил в силу новый налоговый кодекс, который, помимо всего прочего, регламентировал и игорный бизнес.  Прекращение финансирования команды привело к печальным результатам. В первом круге чемпионата-2005/06 она в 15 матчах набрала 5 очков.
В перерыве между кругами руководство ФК «Тбилиси» выставило на трансфер сразу 3 десятка игроков и укомплектовалось на вторую половину чемпионата футболистами фарм-клуба, возраст которых не превышал 17 лет.
Тем не менее, тбилисцы, сохранили для команды прописку в Высшей лиге. На финише сезона они выиграли 4 матча подряд и всего 1 очко уступили кутаисскому «Торпедо» для гарантированного места в элите, а в переходном матче без проблем справились с «Мешакре» из Агары — 4:1.

### Переезд в Рустави: «Олимпи» Рустави
Летом 2006 года выступавшая в Первой лиге команда «Рустави» из-за финансовых проблем снялась с первенства, а ФК «Тбилиси» переехал в Рустави, сменив название на «Олимпи». При этом фарм-клуб («Тбилиси-2») сменил название на «Олимпи», сохранив принадлежность к Тбилиси, но через год переехал вслед за главной командой в Рустави, став называться «Олимпи-2».
В 2007 году «Олимпи» Рустави выиграл чемпионат Грузии — в первом же своём сезоне в Высшей лиге. Победа в чемпионате дала право участвовать в первом квалификационном раунде Лиги чемпионов, где клуб уступил казахстанской «Астане» (0:0, 0:3).
Через 2 года команда заняла 3-е место в чемпионате, а в квалификации Лиги Европы, пройдя фарерский «Б-36 Торсхавн» (2:0, 2:0), уступила польской «Легии» (0:3, 0:1). В 2010 году «Олимпи» Рустави вновь победил в чемпионате Грузии, а в квалификации Лиги чемпионов проиграл казахстанскому «Актобе» (0:2, 1:1).

### Переименование в «Металлург»
По окончании сезона-2010/11, в котором было занято 3-е место, клуб стал называться «Металлург», как и представитель Рустави во Второй лиге чемпионата СССР. Под этим названием принимал участие в квалификации Лиги Европы, где прошёл армянский «Бананц» (1:0, 1:1), казахстанский «Иртыш» (1:1, 2:0) и уступил французскому «Ренну» (2:5, 0:2).
В следующем году «Металлург» стал вице-чемпионом страны, а в Лиге Европы, разгромив в первом отборочном раунде албанскую «Теуту» (3:0, 6:1), уступил на следующей стадии чешской «Виктории Пльзень» (1:3, 0:2).
В 2013 и 2014 годах команда занимала 7-е и 5-е места в чемпионате Грузии, а в сезоне-2014/15 у команды возникли материальные проблемы из-за отказа являвшегося главным спонсором Руставского металлургического завода финансировать клуб, из-за чего он вылетел из Высшей лиги и в 2017 году был признан банкротом. Город Рустави во второй по уровню лиге с сезона 2015/16 стал представлять новый клуб, созданный в июле 2015 года.

## Достижения
- Чемпион Грузии: 2006/07, 2009/10.
- Бронзовый призёр чемпионата Грузии: 2008/09, 2010/11.
- Финалист Кубка Грузии: 2008/09
- Обладатель Суперкубка Грузии: 2010

## Результаты выступлений
| Название      | Чемпионат | Чемпионат | Чемпионат | Чемпионат | Чемпионат | Чемпионат | Чемпионат | Чемпионат | Кубок | Примечания                                           |
| Название      | Сезон     | Место     | И         | В         | Н         | П         | Мячи      | О         | Кубок | Примечания                                           |
| ------------- | --------- | --------- | --------- | --------- | --------- | --------- | --------- | --------- | ----- | ---------------------------------------------------- |
| Мерани        | 2002/03   | 9 из 12   | 22        | 6         | 5         | 11        | 25-37     | 23        | 1/8   | первый этап                                          |
| Мерани-Олимпи | 2002/03   | 9 из 12   | 10        | 4         | 3         | 3         | 15-5      | 27        | 1/8   | турнир за 7—12-е места                               |
| Тбилиси       | 2003/04   | 4 из 12   | 22        | 10        | 5         | 7         | 41-36     | 35        | 1/4   | первый этап                                          |
| Тбилиси       | 2003/04   | 4 из 12   | 10        | 3         | 5         | 2         | 12-8      | 32        | 1/4   | турнир за 1—6-е места                                |
| Тбилиси       | 2004/05   | 3 из 10   | 36        | 21        | 6         | 9         | 61-22     | 69        | 1/2   |                                                      |
| Тбилиси       | 2005/06   | 13 из 16  | 30        | 9         | 2         | 19        | 13-46     | 29        | 1/8   |                                                      |
| Олимпи        | 2006/07   | из 14     | 26        | 19        | 6         | 1         | 57-9      | 63        | груп. |                                                      |
| Олимпи        | 2007/08   | 4 из 14   | 26        | 16        | 4         | 6         | 26-16     | 52        | 1/4   |                                                      |
| Олимпи        | 2008/09   | 3 из 11   | 30        | 16        | 9         | 5         | 40-20     | 57        | финал |                                                      |
| Олимпи        | 2009/10   | из 10     | 36        | 25        | 7         | 4         | 69-23     | 82        | 1/8   |                                                      |
| Олимпи        | 2010/11   | 3 из 10   | 36        | 20        | 6         | 10        | 52-31     | 66        | 1/4   |                                                      |
| Металлург     | 2011/12   | 2 из 12   | 36        | 19        | 8         | 9         | 46-35     | 65        | 1/2   | на втором этапе участвовал в турнире за 1—6-е места  |
| Металлург     | 2012/13   | 7 из 12   | 32        | 12        | 8         | 12        | 29-35     | 44        | 1/2   | на втором этапе участвовал в турнире за 7—12-е места |
| Металлург     | 2013/14   | 5 из 12   | 32        | 13        | 6         | 13        | 35-40     | 45        | 1/4   | на втором этапе участвовал в турнире за 1—6-е места  |
| Металлург     | 2014/15   | 14 из 16  | 30        | 6         | 8         | 16        | 25-46     | 26        | 1/4   | поражение в переходном матче — 0:5                   |

1. 1 2  На второй этап переносилась половина очков (с округлением в большую сторону) первого этапа.
2. ↑  Чемпионат проходил в два этапа, на втором этапе учитывалась часть матчей первого этапа. Приведены суммарные показатели в сыгранных матчах.

| Название  | Сезон   | Турнир         | Стадия          | Соперник           | Результат                  | Общий счёт |  |
| --------- | ------- | -------------- | --------------- | ------------------ | -------------------------- | ---------- |  |
| Тбилиси   | 2004/05 | Кубок УЕФА     | 1-й квал. раунд | Шамкир             | 1:0 (дома), 4:1 (в гостях) | 5:1        |  |
| Тбилиси   | 2004/05 | Кубок УЕФА     | 2-й квал. раунд | Легия              | 0:1 (дома), 0:6 (в гостях) | 0:7        |  |
| Олимпи    | 2007/08 | Лига чемпионов | 1-й квал. раунд | Астана             | 0:0 (дома), 0:3 (в гостях) | 0:3        |  |
| Олимпи    | 2009/10 | Лига Европы    | 1-й квал. раунд | Б-36 Торсхавн      | 2:0 (дома), 2:0 (в гостях) | 4:0        |  |
| Олимпи    | 2009/10 | Лига Европы    | 2-й квал. раунд | Легия              | 0:3 (в гостях), 0:1 (дома) | 0:4        |  |
| Олимпи    | 2010/11 | Лига чемпионов | 2-й квал. раунд | Актобе             | 0:2 (в гостях), 1:1 (дома) | 1:3        |  |
| Металлург | 2011/12 | Лига Европы    | 1-й квал. раунд | Бананц             | 2:1 (в гостях), 1:1 (дома) | 3:2        |  |
| Металлург | 2011/12 | Лига Европы    | 2-й квал. раунд | Иртыш (Павлодар)   | 1:1 (дома), 2:0 (в гостях) | 3:1        |  |
| Металлург | 2011/12 | Лига Европы    | 3-й квал. раунд | Ренн               | 2:5 (дома), 0:2 (в гостях) | 2:7        |  |
| Металлург | 2012/13 | Лига Европы    | 1-й квал. раунд | Теута              | 3:0 (в гостях), 6:1 (дома) | 9:1        |  |
| Металлург | 2012/13 | Лига Европы    | 2-й квал. раунд | Виктория (Пльзень) | 1:3 (дома), 0:2 (в гостях) | 1:5        |  |

## Стадионы
Команда играла на стадионах «Локомотив», имени Бориса Пайчадзе, «Олимпи» — в Тбилиси, «Полади» (вмещает 10 720 зрителей) и «Металлург» — в Рустави.

## Вторая команда
- 2003/04 — первая лига, «Олимпи» Тбилиси
- 2004/05 — Первая лига, «Олимпи» Тбилиси.
- 2005/06 — Первая лига, «Тбилиси-2».
- 2006/07 — Первая лига, «Олимпи» Тбилиси.
- 2007/08 — Первая лига, «Олимпи-2» Рустави.
- 2008/09 — Первая лига, «Тбилиси».

В сезоне-2013/14 во Второй лиге (группа «Восток») сыграла команда «Рустави».
Во Второй лиге в сезоне-2014/15 (в группе «Центр») играла команда «Металлурги-2» (Рустави).